# Đông Yên, Quốc Oai
Đông Yên là một xã thuộc huyện Quốc Oai, Hà Nội, Việt Nam.
Xã gồm 04 Thôn: Yên Thái, Đông Hạ, Đông Thượng, Việt Yên.
Xã đang có những chuyển đổi cả về kinh tế, văn hóa, chính trị trong thời kỳ đổi mới.
Xã Đông Yên có diện tích tự nhiên 1.118,78 ha, vị trí nằm ở phía Tây của huyện Quốc Oai, nằm cách trung tâm Thành phố Hà Nội khoảng 30 km về phía Tây. Địa hình xã có nhiều đồi, gò tương đối phức tạp, chênh lệch độ cao các vùng rất lớn. Cao độ thấp dần từ Tây Bắc xuống Đông Nam.
Ranh giới được xác định: Phía Đông giáp xã Đông Sơn,huyện Chương Mỹ; Phía Tây giáp xã Hòa Thạch; phía Nam giáp xã Hòa Sơn,huyện Lương Sơn,tỉnh Hòa Bình; phía Bắc giáp xã Cấn Hữu.